# Isonandra montana
Isonandra montana là một loài thực vật có hoa trong họ Hồng xiêm. Loài này được (Thwaites) Gamble mô tả khoa học đầu tiên năm 1921.